# رابرت پیرسیگ
رابرت پیرسیگ (۶ سپتامبر ۱۹۲۸–۲۴ آوریل ۲۰۱۷) نویسنده و فیلسوف آمریکایی و نویسنده رمان ذن و فن نگهداشت موتورسیکلت (۱۹۷۴) بود.

## زندگی
در سال ۱۹۴۳ به دانشگاه مینه سوتا وارد شد تا بیو شیمی بخواند اما او دانشجوئی معمولی نبود. رابرت متفاوت بود. آرمانگرا و نکته سنج که در کنار این دو خصلت باید به آزاداندیشی او نیز توجه شود. رابرت در رمان ذن و فن نگهداشت موتورسیکلت خودش را در قالب دو کاراکتر توضیح می‌دهد. در خلال آزمایش‌های بیو شیمی رابرت پیرسیگ به این نکته توجه کرد که نظریه‌های مربوط به توضیح یک پدیده در خلال آزمایشاهای علمی یا در خلال استفاده از روش‌های علمی زیاد و زیاد تر می‌شوند و این تضاد منطقی که در درون نگرش علمی وجود دارد رابرت را تا حدی سر خورده، نگران و عصبی می‌کرد؛ و شاید این‌ها همه باعث شدند تا وی دانشگاه را با نمراتی ضعیف به پایان برساند. رابرت ایمان خود را به خدای دانش بشری از دست داده بود. پس از ورود به ارتش و حضور در شبه جزیرهٔ کره رابرت به مینه سوتا برگشت و تصمیم گرفت تحصیلاتش را در رشتهٔ فلسفه کامل کند. او به همین منظور به هند رفت و به مطالعهٔ فلسفهٔ شرق پرداخت، اما همه را به یکباره رها کرد، به آمریکا برگشت و به تدریس زبان انگلیسی مشغول شد. در سال ۱۹۵۴ با نانسی ان جیمز ازدواج کرد و از این ازدواج صاحب دو کودک به نام‌های کریس و تئودور شد. پیرسیگ بعد از جدائی از نانسی با وندی کیمبال ازدواج کرد.

## زندگی خصوصی
رابرت پیرسیگ در ۱۰ مه ۱۹۵۴ با نانسی ان جیمز ازدواج کرد. آنها صاحب دو پسر شدند: کریس متولد ۱۹۵۶ و تئودور (تد) متولد ۱۹۵۸.
پیرسیگ بین سالهای ۱۹۶۱ و ۱۹۶۳ بارها به‌سبب اختلالات روانی در بیمارستان‌های روانپزشکی بستری شد و در موارد مختلف برایش تشخیص اسکیزوفرنی (شیزوفرنی) داده شد و تحت درمان با تشنج قرار گرفت. نانسی در این مدت خواستار طلاق شد؛ آنها در سال ۱۹۷۶ رسماً از هم جدا شدند و در سال ۱۹۷۸ طلاق گرفتند. پیرسیگ در ۲۸ دسامبر ۱۹۷۸، با وندی کیمبال در ترمانت، مِین ازدواج کرد.
در سال ۱۹۷۹، پسرش کریس ، که یکی از شخصیت‌های مهم در رمان ذن و هنر تعمیر موتور سیکلت بود، در ۲۲ سالگی در خارج از مرکز ذن سانفرانسیسکو با چاقو کشته شد. پیرسیگ درباره‌ی این فاجعه در نسخه‌های بعدی آن کتاب نوشت و نیز گفت که او و همسر دومش وندی کیمبال تصمیم گرفتند فرزندی را که در سال ۱۹۸۰ باردار شده بودند سقط نکنند زیرا پیرسیگ معتقد بوداین کودک متولدنشده - بعداً دختر آنها نل - ادامه‌ی "الگوی زندگی"ای بود که کریس آن را می‌زیست.
پیرسیگ، پس از یک دوره افت سلامتی، در ۲۴ اپریل ۲۰۱۷، در ۸۸سالگی در خانه‌ی خود در ساوث بِرویک، مِین درگذشت.